# غشای پلیمری
از مهمترین خصوصیات ساختاری یک غشاء، طبیعت شیمیایی آن است. طبیعت شیمیایی هر غشاء شامل حضور گروه‌های مولکولی، ساختار میکروبلوری آن، آمار حفره‌ها (اندازه حفره، توزیع اندازه حفره و دانسیته و حجم‌خالی) و میزان تقارن ساختاری آن می‌باشد. مهمترین خصوصیات هر غشا از نظر عملکرد در یک سیستم جداسازی، تراواش‌پذیری و گزینش‌پذیری غشا می‌باشد.

## تاریخچه
پیش از سال ۱۹۶۰، بیشتر علایق در زمینه تحقیق پیرامون غشاء در حد مطالعات و پژوهش‌های آکادمیک بود. نیترات سلولز، اولین پلیمر سنتزی یا نیمه‌سنتزی بود که توسط Schoenbein در سال ۱۸۴۶ مورد مطالعه قرار گرفت. این پلیمر در سال ۱۸۶۹ به صورت تجاری تولید شد. در سال ۱۸۵۵، فیک غشاهای از جنس نیترات سلولز را در مطالعه کلاسیک خود به نامUeber Diffusionبه کار برد. در سال ۱۸۶۰، شوماخر لوله آزمایش را در محلول نیترات سلولز فرو برد و اولین غشا لوله‌ای را ارائه کرد.
- بین سال‌های ۱۹۱۵ و ۱۹۱۷، Brown، گروهی از غشاهای نیترات سلولز را با متورم کردن لایه متراکم در محلول آب- الکل و در غلظت‌های مختلف تولید نمود. همچنین او اولین فردی بود که استات سلولز را برای غشا پلیمری به کار برد. Zsigismondy و Elford دو سری از غشاهای متخلخل نیترات سلولز را تولید کردند که این عمل پایه ایجاد اولین غشاهای میکروفیلتراسیون تجاری در سال ۱۹۲۷ در آلمان شد.

- دوره طلایی غشاشناسی در سال ۱۹۶۰ با ابداع اولین غشا اسمزمعکوس از جنس استات سلولز توسط لوئب و سوریراجان آغاز شد که این پیشرفت حاصل همسو کردن دو زمینه تحقیقاتی و تجاری بود، اولی در نمک‌زدایی با اسمزمعکوس و بعدی در دیگر فرایندها و کاربردهای غشا بود.

- در طی این دوران، پیشرفت‌های مهمی در هر زمینه‌ای از غشاشناسی صورت گرفت که از جمله این پیشرفت‌ها در کاربردهای غشا، ابزار تحقیق، فرایندهای تشکیل غشا، ساختار فیزیکی و شیمیایی، پیکربندی‌ها و بسته‌بندی غشاها می‌باشد.

در ایران این فناوری نخستین بار در سال ۱۳۸۴ توسط متخصصان شرکت پارسیان پویا پلیمر توسعه داده شد. 

## پلیمرهای مورد استفاده در غشاهای پلیمری
غشاها را می‌توان از مواد مختلفی ساخت. به‌عنوان اولین طبقه‌بندی، غشاها را می‌توان به دو گروه غشاهای بیولوژیکی و سنتزی تقسیم نمود. غشاهای بیولوژیکی برای زندگی بر روی زمین ضروری هستند. هر سلول زنده با یک غشا احاطه شده‌است، اما این غشاها اساسا از نظر ساختار و عملکرد با غشاهای سنتزی متفاوت هستند. غشاهای سنتزی را می‌توان در دو گروه زیر تقسیم‌بندی نمود: 
۱) غشاهای آلی (پلیمری)
۲) غشاهای غیرآلی.
- براساس تقسیم‌بندی غشاها براساس ساختار آن (که در بخش روش‌های ساخت غشا ارائه شد) غشاهای متخلخل را می‌توان در فرایندهای اولترافیلتراسیون و میکروفیلتراسیون استفاده کرد و غشاهای غیرمتخلخل (چگال) را می‌توان در فرایندهای جداسازی گازها و تراوش تبخیری به‌کار برد. دلیل این تقسیم‌بندی، نیاز متفاوت برای استفاده از پلیمرها به‌عنوان غشا می‌باشد. برای غشاهای متخلخل اولترافیلتراسیون و میکروفیلتراسیون، انتخاب جنس غشا براساس احتیاجات فرایندی (ساخت غشا)، تمایل سیستم به گرفتگی و پایداری حرارتی و شیمیایی غشا می‌باشد. اما برای پلیمرهایی که در غشاهای غیرمتخلخل جداسازی گاز و تراوش تبخیری استفاده می‌شوند، انتخاب نوع پلیمر مستقیماً عملکرد غشا را (گزینش‌پذیری و شار عبوری) تحت تأثیر قرار می‌دهد. بنابراین انتخاب جنس غشا در افزایش بهره‌وری سیستم امری مهم وضروری به نظر می‌رسد.

- به عنوان نمونه در جدول ۱ لیستی از پلیمرهایی که در غشاهای میکروفیلتراسیون و اولترافیلتراسیون مورد استفاده قرار می‌گیرند ارائه شده‌است. همچنین در جدول (۲) لیستی از پلیمرهای مصرفی در ساخت غشاهای جداسازی گاز آورده شده‌است.

مواد پلیمری مورد استفاده در غشاهای میکروفیلتراسیون و اولترافیلتراسیون
پلی کربنات
پلی وینیلیدن- فلوئورید
پلی تترا فلوئورو اتیلن
پلی پروپیلن
پلی آمید
استرهای سلولزی
پلی سولفون
پلی اتر آمید
پلی اتر اتر کتون
مواد پلیمری مورد استفاده در غشاهای جداسازی گازها
پلی سولفون و پلی اتر سولفون
استات سلولز
پلی آمید و پلی اتر آمید
پلی کربنات (برم‌دار شده)
پلی فنیلن اکسید
پلی متیل پنتین
پلی دی متیل سیلوکسان
پلی وینیل تری متیل سیلان